# 監査役設置会社
監査役設置会社（かんさやくせっちがいしゃ）とは、業務監査を行う監査役を置く株式会社、または、会社法の規定により監査役を置かなければならない株式会社をいう（会社法2条9号）。
会社法2条9号の定義により、会計限定監査役を置く会社は「監査役設置会社」からは除かれるが、法の各条文に会計限定監査役を含む旨が書き込まれている場合はその限りではない。
「監査役会」が設置されている株式会社は、上述の定義にあてはまるが、監査役会設置会社として区別するのが一般的である（会社法2条10号）。
- 会社法は、以下で条数のみ記載する。

## 概要

### 会社法の監査役設置会社
会社法では、「業務監査を行う監査役を置く株式会社」と、「会社法の規定により監査役を置かなければならない株式会社」を監査役設置会社とし、監査役に関する規定が適用される。
- 業務監査を行う監査役を置く株式会社
  - 監査役が設置されていても、監査役設置会社にあたらない例外

  1. 定款で監査役の監査の範囲を会計に関するものに限定している会社は、監査役が設置されていても監査役設置会社ではない（2条9号かっこ書）。
  2. 会社法施行前（2006年4月30日以前）に設立された会社で資本金が1億円以下の会社（旧商法特例法でいう小会社）については、公開会社を除いて、定款に定めがなくても、監査役の監査の範囲は会計に限定された旨の定めが定款にあるとみなされる（会社法の施行に伴う関係法律の整備等に関する法律53条）ため、監査役設置会社にはあたらない。
  3. 会社法施行前に有限会社として設立された会社（特例有限会社）で、監査役を置く旨の定款の定めのある会社は、会社法389条1項の規定による定めがあるものとみなされる（会社法の施行に伴う関係法律の整備等に関する法律24条）ため、監査役設置会社にあたらない。

- 会社法の規定により監査役を置かなければならない株式会社
  - 会社法においては、原則として、株式会社に監査役を設置するかどうかは任意である（326条2項）。
  - 取締役会設置会社は、監査等委員会設置会社及び指名委員会等設置会社を除いて、監査役を設置しなければならない（327条2項本文）。ただし、公開会社ではない会計参与設置会社を設置している会社は設置しなくてもよい（同条項ただし書）。
  - 会計監査人設置会社は、委員会設置会社を除いて、監査役を設置しなければならない（327条3項）。
  - 上記の監査役の設置義務がある株式会社は、現実には監査役が設置されていなかったり、定款で監査役を置く旨の定めを置いていなくても、会社法上の監査役設置会社である（2条9号参照）。

- 会社法の規定により監査役を置いてはならない株式会社
  - 監査等委員会設置会社及び指名委員会等設置会社は、監査役を設置することができない（327条4項）。

### 登記事項としての監査役設置会社
定款で監査役の監査の範囲を会計に関するものに限定している場合は、その旨を登記しなければならない（911条3項17号イ）。

## 取締役会設置会社との違い
上述のように、取締役会設置会社は、公開会社でない会計参与設置会社である場合を除いて、監査役設置義務があるため、監査役設置会社（「監査役を置く取締役会設置会社」ともいう）であるといえる。一方取締役会非設置会社は、監査役を設置するか否かを自由に選択できるため、監査役設置会社が取締役会設置会社であるとは限らない。

## 監査役設置会社の特例
監査役の規定（381条以下）が適用される。

### 監査役設置会社における株式の権利の制限
- 取締役の著しい損害を及ぼすおそれのある事実の報告先が、株主から監査役になる（357条）。
- 株主による取締役の行為の差止め要件の加重（360条）。
  - 監査役を設置しない会社では「著しい損害」が生じるおそれがある場合株主が取締役の行為を差し止めることは可能だが、監査役設置会社の場合は「回復することのできない損害」が生じるおそれが必要。
  - 監査役による取締りの行為の差止めは「著しい損害」が生じるおそれがある場合に可能（385条）。
- 株主による取締役会招集（請求）権が監査役の設置により失われる（367条）。
  - 監査役による取締役会招集（請求）権があることによる（383条）。

## 商業登記
本稿では、監査役設置会社の定めの新設及び廃止の手続き並びに2006年の会社法施行に伴う登記について説明する。

### 監査役設置会社の定め新設

#### 概要及び登記事項
監査役非設置会社は、定款を変更して監査役設置会社となることができる（915条1項・ 911条3項17号参照）。この変更をした場合、監査役の選任もしなければならない（911条3項17号参照）。なお、会社法の3委員会を置いている場合（委員会設置会社）に監査役を設置すると、委員会非設置会社となる（327条4項）。
監査役設置会社の定めの新設は定款変更であるから、株主総会の特別決議によらなければならない（309条2項11号・466条）。また、監査役の選任は株主総会の特殊普通決議によらなければならない（329条1項・341条）。
登記事項は、監査役設置会社の定めを設定した旨、監査役の氏名及び変更年月日である（2006年3月31日民商782号通達第2部第3-7(2)ア（ア））。登記記録の具体例については、2006年4月26日民商1110号依命通知第4節第5-1を参照。

#### 登記申請情報（一部）
- 登記の事由（商業登記法17条2項3号）は、「登記の事由　監査役設置会社の定めの設定」のように記載する。

- 登記すべき事項（商業登記法17条2項4号）は、監査役設置会社となった旨及び変更年月日を記載する。監査役が就任した旨及び監査役の氏名並びに就任年月日も記載する。なお、委員会設置会社の定めを廃止した旨及びそれに付随する登記並びに変更年月日を記載しなければならない場合がある。詳しくは委員会設置会社を参照。

登記すべき事項を記録した磁気ディスクを提出する場合、「登記すべき事項 別添FDのとおり」のように記載し、OCR用紙に記載した場合（1993年12月27日民四7783号通達第7-1）、「登記すべき事項 別紙のとおり」のように記載する。
- 添付書面（1961年9月15日民甲2281号回答、一部）は、株主総会議事録（商業登記法46条）及び監査役が就任を承諾したことを証する書面（商業登記法54条）である（2006年3月31日民商782号通達第2部第3-7(2)ア（イ））。通数も記載しなければならない（1961年9月15日民甲2281号回答）。委員会設置会社の定めを廃止した旨及びそれに付随する登記についての添付書面は、委員会設置会社を参照。

- 登録免許税（商業登記法17条2項6号）は、監査役会設置会社の定め新設の分が申請1件につき3万円であり（登録免許税法別表第1-24(1)ネ）、監査役の就任の登記の分が申請1件につき3万円（資本金の額が1億円以下の会社については1万円）である（同法別表第1-24(1)カ）。委員会設置会社の定めを廃止した場合については、委員会設置会社を参照。

### 監査役設置会社の定め廃止

#### 概要及び登記事項
会社法上監査役の設置義務がない監査役設置会社は、定款を変更して監査役非設置会社となることができる（915条1項・911条3項17号参照）。この変更をした場合、監査役は任期満了により退任となる（会社法336条4項1号、2006年3月31日民商782号通達第3-7(1)ウ（イ）a）ので、解任や辞任の手続きをとる必要はない。また、監査役会を置いている場合、監査役会設置会社の定めの廃止の登記をしなければならない。更に、327条2項の規定により、取締役会設置会社の定めを廃止しもしくは会計参与設置会社又は委員会設置会社とならなければならない場合がある。
監査役設置会社の定めの廃止は定款変更であるから、株主総会の特別決議によらなければならない（309条2項11号・466条）。
登記事項は、監査役設置会社の定めを廃止した旨、監査役が退任した旨及び変更年月日である（2006年3月31日民商782号通達第2部第3-7(2)イ（ア））。登記記録の具体例については、2006年4月26日民商1110号依命通知第4節第5-4(3)を参照。

#### 登記申請書記載事項（一部）
- 登記の事由（商業登記法17条2項3号）は、「登記の事由　監査役設置会社の定めの廃止」のように記載する。

- 登記すべき事項（商業登記法17条2項4号）は、監査役設置会社の定めを廃止した旨及び変更年月日を記載する。監査役が退任した旨及び監査役の氏名並びに退任年月日も記載する。また、以下の事項を記載しなければならない場合がある。
  - 監査役会設置会社の定めを廃止した旨及び監査役会設置会社の定めの廃止により社外監査役の登記を抹消する旨（社外監査役が負う責任の制限に関する契約の締結についての定款の定め〈911条3項26号・427条1項〉が登記されている場合を除く）並びに変更年月日
  - 取締役会設置会社の定めを廃止した旨及びそれに付随する登記並びに変更年月日（詳しくは取締役会設置会社を参照）
  - 会計参与設置会社となった旨及び変更年月日、会計参与の氏名又は名称及び計算書類等の備置き場所並びに変更年月日
  - 委員会設置会社となった旨及びそれに付随する登記並びに変更年月日（詳しくは委員会設置会社を参照）

登記すべき事項を記録した磁気ディスクを提出する場合、及び、OCR用紙に記載した場合の記載例は、新設の場合と同様である。
- 添付書面（1961年9月15日民甲2281号回答、一部）は、株主総会議事録（商業登記法46条）である（2006年3月31日民商782号通達第2部第3-7(2)イ（イ））。通数も記載しなければならない（1961年9月15日民甲2281号回答）。その他の添付書面については取締役会設置会社及び会計参与設置会社並びに委員会設置会社を参照。

- 登録免許税（商業登記法17条2項6号）は、監査役設置会社の定め廃止の分が申請1件につき3万円であり（登録免許税法別表第1-24(1)ネ）、監査役の退任の登記の分が申請1件につき3万円（資本金の額が1億円以下の会社については1万円）である（同法別表第1-24(1)カ）。なお、会計参与設置会社の定めの登記については、監査役設置会社の定め廃止の分に含まれ、社外監査役である旨の登記の抹消の分については監査役の退任の登記の分に含まれる（登録免許税法18条）。

更に、取締役会設置会社及び監査役会設置会社の定め廃止の登記をする場合、別途申請1件につき3万円を納付しなければならない（同法別表第1-24(1)ワ）。取締役会設置会社の定めを廃止した場合については取締役会設置会社も、委員会設置会社となった場合については委員会設置会社も参照。

#### 登記の実行
変更の登記をする場合、登記官は変更に係る登記事項を抹消する記号を記録しなければならない（商業登記規則41条）。

### 2006年の会社法施行に伴う登記
会社法の施行に伴う関係法律の整備等に関する法律（以下整備法という）の施行日（2006年5月1日）に存在する株式会社（委員会設置会社を除く）の定款には、監査役を置く旨の定めがあるものとみなされた（整備法76条2項・66条1項前段・47条及び48条）。
この場合、監査役設置会社である旨の登記は、登記官の職権によりされた（整備法136条12項2号）。また、根拠となる法律の条文と登記の日付などが記録された（商業登記規則等の一部を改正する省令（2006年（平成18年）2月9日法務省令第15号）附則2条4項）。この登記の記録例については、2006年4月26日民商1110号依命通知第9節第1-2を参照。